# Trofeo Scacchi Scuola
Il Trofeo Scacchi Scuola (TSS) è un torneo scolastico a squadre di scacchi rivolto agli studenti di tutta Italia, organizzato da FSI e MIUR. Prende il posto dei vecchi CGS disputatisi fino al 2016, apportando comunque poche differenze.

## Formato del torneo
Tutte le fasi del torneo sono a squadre. Ogni squadra è composta da 4 giocatori titolari, a cui si possono aggiungere massimo due riserve. Quando uno dei titolari non gioca gli altri scalano. Ogni squadra ha un capitano, che può essere un giocatore o un esterno (istruttore o docente referente).
La cadenza di gioco è rapida. Alle fasi provinciali e regionali si gioca con circa 20/25 minuti a testa più eventuali incrementi. Alle finali nazionali invece si hanno dai 40 ai 60 minuti più eventuale incremento a seconda del regolamento dell'anno specifico.
La competizione è composta da tre fasi: provinciali, regionali, finali nazionali. In ciascuna sono previsti alcuni tornei riservati a giocatori di determinate fasce di età, e a loro volta divisi in maschili (misti) e femminili:
- Primarie: scuole primarie
- Ragazzi: 1^ media
- Cadetti: 2^ e 3^ media
- Allievi: dalla 1ª superiore alla 3ª superiore
- Juniores: 4^ e 5^ superiore.

Per qualificarsi alla fase successiva la scuola deve classificarsi tra i primi 2 o 3 del torneo, a seconda del regolamento in vigore quell'anno. Se in un dato anno si qualificano le prime tre scuole e sul podio ci sono due squadre dello stesso istituto allora i quarti classificati sono qualificati ugualmente.

### Passaggio da CGS a TSS
Dal 1994 al 2016 ogni anno si disputavano i Campionati Giovanili Studenteschi di Scacchi (CGS). Il formato del torneo era pressoché lo stesso: sempre fasi provinciali, regionali e finali nazionali, e sempre varie categorie maschili e femminili per età. Le uniche differenze stanno nella gestione e nei ruoli della FSI e del MIUR; inoltre nei CGS i tornei Ragazzi e Cadetti erano uniti in un unico evento per le scuole medie.

### Stop causato dalla pandemia di SARS-CoV-2
Nella stagione 2019-20 era da poco iniziato il periodo in cui si giocano le fasi provinciali quando in Italia iniziò a prendere sempre più piede il virus SARS-CoV-2. Quando già alcuni tornei provinciali erano stati giocati vennero emanate i decreti per il contenimento al virus. Il risultato fu in un primo momento il posticipo dei provinciali rimanenti, poi l'annullamento degli stessi con tornei regionali in cui il primo 25% delle scuole si sarebbe qualificato alle finali nazionali. Alla fine le misure, continuate fino all'estate, obbligarono l'organizzazione alla cancellazione dell'intero evento e delle finali nazionali che si sarebbero dovute tenere a maggio 2020 a Caorle.
Anche nell'anno 2021 a causa della seconda ondata di pandemia in Italia il torneo fu cancellato.

## Albo d'oro

### Scuole superiori[3]
| Anno | Luogo              | Juniores                     | Juniores F                             | Allievi                             | Allievi F                     |
| ---- | ------------------ | ---------------------------- | -------------------------------------- | ----------------------------------- | ----------------------------- |
| 2022 | online             | Liceo G. B. Quadri - Vicenza | ISIS A. Malignani - Udine              | Liceo Copernico - Prato             | Liceo S. Morea - Conversano   |
| 2019 | Policoro           | LSS C. Jucci - Rieti         | L.S. G. Salvemini - Sorrento           | I.I.S Einaudi-Scarpa - Montebelluna | L.S. G. Salvemini - Sorrento  |
| 2018 | Montesilvano       | L.S. C. Cafiero - Barletta   | L.S.S. C. Jucci - Rieti                | I.I.S Einaudi-Scarpa - Montebelluna | L.S. Roiti - Ferrara          |
| 2017 | Montesilvano       | LS Cavour - Roma             | IIS Savona-Benincasa - Ancona          | LSS C. Cannizzaro - Roma            | LS G. Salvemini - Sorrento    |
| 2016 | Sibari             | SS Cannizzaro - Palermo      | LS Pacinotti - Cagliari                | ITCG Corridoni - Civitanova Marche  | IIS Savoia-Benincasa - Ancona |
| 2015 | Assisi             | IIS Veronese - Chioggia      | Pacinotti - Cagliari                   | Cavour - Roma                       | Rinaldini - Ancona            |
| 2014 | Terrasini          | Cafiero - Barletta           | Einstein - Teramo                      | Ruggieri - Marsala                  | Casardi - Barletta            |
| 2013 | Montecatini Terme  | Avogadro - Biella            | Cafiero - Barletta                     | Ruggieri - Marsala                  | Savoia Benincasa - Ancona     |
| 2012 | Acqui Terme        | Marco Polo - Bari            | Cafiero - Barletta                     | Cafiero - Barletta                  | Savoia Benincasa - Ancona     |
| 2011 | Spoleto            | Levi - Montebelluna          | Casardi - Barletta                     | Cafiero - Barletta                  | Cafiero - Barletta            |
| 2010 | Caorle             | Mascheroni - Bergamo         | Cafiero - Barletta                     | Masci - Chieti                      | Cafiero - Barletta            |
| 2009 | Terrasini          | Cafiero - Barletta           | Benedetti - Venezia                    | Umbero I - Palermo                  | Cafiero - Barletta            |
| 2008 | Jesolo             | Foscarini - Venezia          | Cafiero - Barletta                     | Levi - Montebelluna                 | Cafiero - Barletta            |
| 2007 | Monopoli           | Einstein - Palermo           | IIS Veronese - Chioggia                | Levi - Montebelluna                 | Luca da Penne - Penne         |
| 2006 | Courmayeur         | Vallisneri - Lucca           | Luca da Penne - Penne                  | Galilei - Belluno                   | Cafiero - Barletta            |
| 2005 | Alghero            | Einstein - Palermo           | Foscarini - Venezia                    | Fermi - Modena                      | Albertini - Nola              |
| 2004 | Pesaro             | Einstein - Palermo           | Benedetti - Venezia                    | Cannizzaro - Roma                   | Luca da Penne - Penne         |
| 2003 | Lignano Sabbiadoro | Luca da Penne - Penne        | Baudi di Vesme - Iglesias              | Machiavelli - Lucca                 | Benedetti - Venezia           |
| 2002 | Città di Castello  | Luca da Penne - Penne        | --                                     | Mauriloco - Messina                 | --                            |
| 2001 | Silvi Marina       | Righi - Roma                 | --                                     | Buonarroti - Pisa                   | --                            |
| 2000 | Porto San Giorgio  | Lanfranconi - Genova         | Liceo J. Da Ponte - Bassano del Grappa | LS - Nereto                         | Giorgi - Brindisi             |
| 1999 | Cesenatico         | Galilei - Belluno            | Provolo - Verona                       | --                                  | --                            |
| 1998 | Cesenatico         | Fulcieri P.d.C. - Forlì      | --                                     | --                                  | --                            |
| 1997 | Milano             | Einstein - Teramo            | --                                     | --                                  | --                            |
| 1996 | Milano             | Leonardo da Vinci - Milano   | --                                     | --                                  | --                            |
| 1995 | Vicenza            | Einstein - Merano            | --                                     | --                                  | --                            |
| 1994 | Bologna            | Benedetti - Venezia          | --                                     | --                                  | --                            |

### Scuole medie[3]
| Anno | Luogo              | Ragazzi                          | Cadetti                            | Ragazze F                           | Cadette F                           |
| ---- | ------------------ | -------------------------------- | ---------------------------------- | ----------------------------------- | ----------------------------------- |
| 2022 | online             | IC Ungaretti - Altissimo (VI)    | IC Ungaretti - Altissimo (VI)      | IC di Tione - (TN)                  | IC di Tione - (TN)                  |
| 2019 | Policoro           | Revel Meucci - Torino            | I.C. Montebelluna 2 - Montebelluna | IC Novelli Natalucci - Ancona       | IC Sorrendo - Sorrento              |
| 2018 | Montesilvano       | I.C. Sorrento - Sorrento         | I.C. Montebelluna 2 - Montebelluna | IP Cor Jesu - Milano                | I.C. via Mar Caraibi - Roma         |
| 2017 | Montesilvano       | IC Valtenesi - Manerba del Garda | I D'Azeglio-De Nittis - Barletta   | IC Sorrento - Sorrento              | SP Salesiani Don Bosco - Cagliari   |
| 2016 | Sibari             | M. Biadene - Montebelluna        | M. Biadene - Montebelluna          | S.P. Salesiani Don Bosco - Cagliari | S.P. Salesiani Don Bosco - Cagliari |
| 2015 | Assisi             | IC - Montebelluna                | IC - Montebelluna                  | Fieramosca - Barletta               | Fieramosca - Barletta               |
| 2014 | Terrasini          | Alessandro Manzoni - Barletta    | Alessandro Manzoni - Barletta      | Tasso - Sorrento                    | Tasso - Sorrento                    |
| 2013 | Montecatini Terme  | IC - Montebelluna                | IC - Montebelluna                  | IC - Guardiagrele                   | IC - Guardiagrele                   |
| 2012 | Acqui Terme        | Frassati - Torino                | Frassati - Torino                  | CD - Guardiagrele                   | CD - Guardiagrele                   |
| 2011 | Spoleto            | Tacito-Guareschi - Roma          | Tacito-Guareschi - Roma            | Donatello - Ancona                  | Donatello - Ancona                  |
| 2010 | Caorle             | Baldacchini - Barletta           | Baldacchini - Barletta             | Fieramosca - Barletta               | Fieramosca - Barletta               |
| 2009 | Terrasini          | SMS - Montebelluna               | SMS - Montebelluna                 | Tadini - Cameri                     | Tadini - Cameri                     |
| 2008 | Jesolo             | De Nittis - Barletta             | De Nittis - Barletta               | Baldacchini - Barletta              | Baldacchini - Barletta              |
| 2007 | Monopoli           | Frassati - Torino                | Frassati - Torino                  | De Nittis - Barletta                | De Nittis - Barletta                |
| 2006 | Courmayeur         | Guareschi - Roma                 | Guareschi - Roma                   | De Nittis - Barletta                | De Nittis - Barletta                |
| 2005 | Alghero            | De Nittis - Barletta             | De Nittis - Barletta               | De Nittis - Barletta                | De Nittis - Barletta                |
| 2004 | Pesaro             | SMS - Montebelluna               | SMS - Montebelluna                 | De Nittis - Barletta                | De Nittis - Barletta                |
| 2003 | Lignano Sabbiadoro | SM - Chioggia                    | SM - Chioggia                      | De Nittis - Barletta                | De Nittis - Barletta                |
| 2002 | Città di Castello  | Tacito - Roma                    | Tacito - Roma                      | --                                  | --                                  |
| 2001 | Silvi Marina       | SM - Rivarolo Mantovano          | SM - Rivarolo Mantovano            | --                                  | --                                  |
| 2000 | Porto San Giorgio  | Tacito - Roma                    | Tacito - Roma                      | Galilei Marconi - Ascoli Piceno     | Galilei Marconi - Ascoli Piceno     |
| 1999 | Cesenatico         | Barolini - Vicenza               | Barolini - Vicenza                 | Alighieri - Trieste                 | Alighieri - Trieste                 |
| 1998 | Cesenatico         | Barolini - Vicenza               | Barolini - Vicenza                 | --                                  | --                                  |
| 1997 | Milano             | Barolini - Vicenza               | Barolini - Vicenza                 | --                                  | --                                  |
| 1996 | Milano             | Leonardo da Vinci - Palermo      | Leonardo da Vinci - Palermo        | --                                  | --                                  |
| 1995 | Vicenza            | Marinelli - Forlimpopoli         | Marinelli - Forlimpopoli           | --                                  | --                                  |
| 1994 | Bologna            | Panzini - Rimini                 | Panzini - Rimini                   | --                                  | --                                  |

### Scuole primarie[3]
| Anno | Luogo              | Primarie                           | Primarie F                    |
| ---- | ------------------ | ---------------------------------- | ----------------------------- |
| 2019 | Policoro           | Palmanova Bombers - Palmanova      | Cremonini Ongaro - Bologna    |
| 2018 | Montesilvano       | S.P.S. Infanzia Lieta M - Cagliari | Talucci - Ancona              |
| 2017 | Montesilvano       | IC Coppino - Torino                | IC via Mar dei Caraibi - Roma |
| 2016 | Sibari             | IC - Marrubiu                      | IC via Mar dei Caraibi - Roma |
| 2015 | Assisi             | ICS Guadiano - Pesaro              | IC via Mar Dei Caraibi - Roma |
| 2014 | Terrasini          | Leonardo da Vinci - Roma           | Infanzia Lieta - Cagliari     |
| 2013 | Montecatini Terme  | Maria Immacolata - Milano          | Infanzia Lieta - Cagliari     |
| 2012 | Acqui Terme        | Saccardo - Montebelluna            | Natalucci - Ancona            |
| 2011 | Spoleto            | Ricci Curbastro - Padova           | Arcivescovile - Trento        |
| 2010 | Caorle             | Aleramo - Torino                   | CD - Guardiagrele             |
| 2009 | Terrasini          | Basile - Roma                      | Fraggianni - Barletta         |
| 2008 | Jesolo             | Basile - Roma                      | Fraggianni - Barletta         |
| 2007 | Monopoli           | Savio - Barletta                   | Ungaretti - Ancona            |
| 2006 | Courmayeur         | Bertolini - Montebelluna           | Calvino - Jesolo              |
| 2005 | Alghero            | Aleramo - Torino                   | Aleramo - Torino              |
| 2004 | Pesaro             | Vitrani - Barletta                 | DD - Castelvetro              |
| 2003 | Lignano Sabbiadoro | Bertolini - Montebelluna           | SE - Savigliano               |
| 2002 | Città di Castello  | Vitrani - Barletta                 | --                            |
| 2001 | Silvi Marina       | F.lli Cervi - Nonantola            | Vitrani - Barletta            |
| 2000 | Porto San Giorgio  | Pascoli - S. Ambrogio              | Da Feltre - Vicenza           |
| 1999 | Cesenatico         | Guareschi - Roma                   | Da Ponte - Bassano            |
| 1998 | Cesenatico         | Guareschi - Roma                   | --                            |
| 1997 | Milano             | Zamboni - Bologna                  | --                            |
| 1996 | Milano             | Zambelli - Venezia                 | --                            |
| 1995 | Vicenza            | Lioy - Vicenza                     | --                            |
| 1994 | Bologna            | Cittadella - Modena                | --                            |